# Ворона довгодзьоба
Ворона довгодзьоба (Corvus enca) — вид горобцеподібних птахів роду Крук (Corvus) родини Воронові (Corvidae).

## Опис
C. enca має більш стрункий, менш вигнутий дзьоб з голою основою а вигуки швидші й вищі на висоті.

## Середовище проживання
Ця лісова ворона населяє такі країни: Бруней; Індонезія; Малайзія; Філіппіни. Ареал багато в чому накладається на ареал Corvus macrorhynchos, яка замінює C. enca в оброблюваних та очищених районах.